# خميسات الشاوية
اخميسات الشاوية هي قرية في إقليم سطات ضمن جهة الشاوية ورديغة بالغرب المغربي. كان مجموع عدد سكان الجماعة القروية اخميسات الشاوية 5.722 نسمة.(تعداد السكان الرسمي 2004)